# Bradford City Association Football Club
El Bradford City Association Football Club es un club de fútbol de la ciudad de Bradford en el condado de Yorkshire del Oeste, Inglaterra. Juega actualmente en la Football League One, la tercera división del fútbol inglés.

## Historia
Fue fundado en el año 1903 y fue elegido inmediatamente para jugar en la Division Two sin tan siquiera haber jugado un partido previo. Ascendió a la máxima categoría en 1908 y en 1911 ganó su título más importante, la FA Cup. 
En la temporada 2012/2013 llegó a la final de la Copa Capital One, eliminando al Wigan Athletic, Arsenal y Aston Villa. Perdió la final jugada en el estadio de Wembley por 5 goles a 0 frente al Swansea City.
El 18 de mayo ascendió a la League One después de ganar 3-0 al Northampton en la final de la eliminatoria de ascenso en el estadio de Wembley.
Además, el 24 de enero de 2015 hizo historia en la FA cup tras remontar un 2-0 en Stamford Bridge, contra el Chelsea acabando 2- 4. Posteriormente, tras ganar al Sunderland AFC, también equipo de la Barclays Premier League, fue eliminado por el Reading 2-0 en el Replay llevado a cabo el 16 de marzo-

## Jugadores

### Jugadores destacados
| - Greg Abbott - Bruce Bannister - Sam Barkas - Bobby Bauld - Peter Beagrie - Charlie Bicknell - Robbie Blake - Dicky Bond - Irvine Boocock - Tommy Cairns - Bobby Campbell - Robert Campbell - Eddie Carr - Trevor Cherry - Joe Cooke - Ian Cooper - Terry Dolan - Peter Downsborough - Donald Duckett - Lee Duxbury - Roy Ellam - Mark Ellis - Dave Evans - Jock Ewart | - Tommy Flockett - Oscar Fox - David Fretwell - Allan Gilliver - David Gray - John Hall - Tom Hallett - John Hallows - Bobby Ham - Joe Hargreaves - Derek Hawksworth - John Hendrie - George Hinsley - Don Hutchins - Gerry Ingram - David Jackson - Peter Jackson - Wayne Jacobs - Paul Jewell - Rod Johnson - Chris Kamara - Jimmy Lawlor - Jamie Lawrence - David Layne | - Ken Leek - Peter Logan - Stuart McCall - Peter Jackson - McCarthy - John McCole - Jimmy McDonald - Roy McFarland - Andy McGill - Jimmy McLaren - David McNiven - John Middleton - Brian Mitchell - Charlie Moore - George Mulholland - George Murphy - Graham Oates - Andy O'Brien - Gavin Oliver - Ian Ormondroyd - Harold Peel - Cesc Podd - Ivor Powell - John Reid | - Frank O'Rourke - Dean Richards - Peter O'Rourke - Arthur Rigby - George Robinson - Abe Rosenthal - Lee Sinnott - Geoff Smith - Jimmy Speirs - Derek Stokes - Charlie Storer - Bruce Stowell - Paul Tomlinson - Bob Torrance - Whelan Ward - Dickie Watmough - Billy Watson - Garry Watson - Bobby Webb - David Wetherall - Jock Whyte - George Williamson - Dean Windass - Angelo Carduccio |

## Gerencia
| Puesto                | Nombre          | País       |
| --------------------- | --------------- | ---------- |
| Presidente            | Julian Rhodes   | Inglaterra |
| Presidente            | Mark Lawn       | Inglaterra |
| Jefe de Reclutamiento | Russ Richardson | Inglaterra |

## Entrenadores
| - Robert Campbell (1903–1905) - Peter O'Rourke (1905–1921) - David Menzies (1921–1926) - Colin Veitch (1926–1928) - Jack Foster (interino) (enero–mayo de 1928) - Peter O'Rourke (1928–1930) - Jack Peart (1930–1935) - Dick Ray (1935–1937) - Fred Westgarth (1938–1943) - Bob Sharp (1943–1946) - Jack Barker (1946–1947) - Jack Milburn (1947–1948) - David Steele (1948–1952) - Albert Harris (febrero–mayo de 1952) - Ivor Powell (1952–1955) - Peter Jackson (1955–1961) - Bob Brocklebank (1961–1964) - Bill Harris (1965–1966) - Willie Watson (1966–1967) - Grenville Hair (1967–1968) - Jim McAnearney & Tom Hallett (interinos) (marzo–mayo de 1968) - Jimmy Wheeler (1968–1971) - Ray Wilson (Jugador/interino) (septiembre–noviembre de 1971) - Bryan Edwards (1971–1975) - Bobby Kennedy (1975–1978) - John Napier (febrero–octubre de 1978) | - George Mulhall (1978–1981) - Roy McFarland (1981–1982) - Trevor Cherry (1982–1987) - Terry Dolan (1987–1989) - Terry Yorath (1989–1990) - John Docherty (1990–1991) - Frank Stapleton (1991–1994) - Lennie Lawrence (1994–1995) - Chris Kamara (1995–1998) - Paul Jewell (1998–2000) - Chris Hutchings (mayo–noviembre de 2000) - Stuart McCall (Jugador/interino) (noviembre de 2000) - Jim Jefferies (2000–2001) - Steve Smith (interino) (diciembre de 2001) - Nicky Law (2002–2003) - jugadores veteranos (noviembre de 2003) - Bryan Robson (2003–2004) - Colin Todd (2004–2007) - David Wetherall (Jugador/entrenador interino) (febrero–mayo de 2007) - Stuart McCall (2007–2010) - Wayne Jacobs (interino) (febrero de 2010) - Peter Taylor (2010–2011) - Peter Jackson (marzo de 2011 – agosto de 2011) - Colin Cooper (interino) (agosto de 2011) - Phil Parkinson (agosto de 2011–) |

## Palmarés

### Torneos nacionales: (1)
- FA Cup: 1

1911
- Football League Championship: 1

1907–08
- Football League One: 1

1984–85
- Ganadores del Play-off: 1

1995–96
- Football League Two: 1

- Ganadores del Play-off: 1

2012-13
- Division Three (North): 1

1928–29
- Football League Third Division North Cup: 1

1938-39

## Rivalidades
Su mayor rival es el otro club de Bradford, el Bradford (Park Avenue) AFC.
Otras rivalidades son con el Huddersfield Town, Halifax Town, Sheffield United,  Sheffield Wednesday y Leeds United. Todos clubes vecinos.

## Participación en competiciones de la UEFA
| Temporada | Torneo             | Ronda        | Club                      | Ida | Vuelta | Global |
| --------- | ------------------ | ------------ | ------------------------- | --- | ------ | ------ |
| 2000      | UEFA Intertoto Cup | 2            | FK Atlantas               | 3–1 | 4–1    | 7–2    |
| 2000      | UEFA Intertoto Cup | 3            | RKC Waalwijk              | 2–0 | 1–0    | 3–0    |
| 2000      | UEFA Intertoto Cup | Semi–finales | FC Zenit Saint Petersburg | 0–1 | 0–3    | 0–4    |